# Ron Burgess
Pour les articles homonymes, voir Burgess.
Ron Burgess, né le 9 avril 1917 à Cwm et mort à Swansea le 14 février 2005, est un footballeur international gallois ayant joué au poste d'ailier milieu (en), également entraîneur.
Il rejoint Cardiff City en 1933 en tant qu'amateur, puis est transféré au Tottenham Hotspur FC en février 1939. Quelques mois plus tard, Burgess est remercié par les Spurs, puis la guerre est déclarée. Pendant le conflit mondial, il joue sous les couleurs plusieurs équipes et compte 10 sélections non officielles (guerre oblige) en équipe nationale du pays de Galles.
Après la guerre, Burgess revient à Tottenham et devient le capitaine des Spurs et de l'équipe galloise. Il est sélectionné 32 fois pour le pays de Galles entre 1946 et 1954.
Burgess quitte les Spurs en 1954 pour rejoindre Swansea City en tant qu'entraîneur-joueur. Il devient ensuite manager de Watford en 1959, club avec lequel il connaît deux promotions. Burgess quitte la sphère professionnelle en 1964 pour entraîner Hendon (1963-1965) puis Bedford City (1965-1967).

## Palmarès
- Championnat d'Angleterre : 1951